# Carlos Coda
Carlos Guido Natal Coda (Paraná, 24 de diciembre de 1918-Buenos Aires, 14 de septiembre de 2004) fue un militar argentino que fue miembro de la Junta de Comandantes en Jefe durante la Revolución Argentina. También fue comandante en jefe de la Armada.

## Carrera

### Primeros años
Carlos Guido Natal Coda ingresó a la Escuela Naval Militar el 8 de agosto de 1936 y egresó de dicha academia de formación militar con la jerarquía de guardiamarina cuatro años más tarde. 
Durante su carrera se desempeñó en diversos cargos, entre los cuales se contaron el de asesor de la delegación militar argentina ante la Junta Interamericana de Defensa, en los Estados Unidos, director de la Escuela de Guerra Naval y agregado naval ante el Reino Unido y Holanda.

### Comando en Jefe de la Armada
El almirante Coda recibió el cargo de comandante en jefe de la Armada el 3 de enero de 1972 en reemplazo del almirante Pedro Gnavi a raíz de las divergencias entre éste y buena parte de la conducción naval por la decisión del gobierno de facto de llamar a elecciones nacionales en 1973 y pasó a integrar hasta el 25 de mayo de 1973 la Junta Militar de Gobierno presidida por el teniente general Alejandro Agustín Lanusse junto con el brigadier general Carlos Rey.
Coda era ajeno a las peleas internas suscitadas pues estaba en su cargo de agregado naval en las embajadas de Reino Unido y Holanda y asumió dos meses después de su nombramiento. Durante su gestión se botó el destructor Hércules, construido en Gran Bretaña y que se convirtió en la primera renovación de un buque durante 35 años. 
Fue sucedido en su cargo por el almirante Carlos Álvarez, designado por el presidente Héctor José Cámpora.

## Su vida luego del retiro
Luego de su retiro fue presidente de la sucursal porteña del Banco Ambrosiano. Además fue socio vitalicio del Centro Naval e integraba el Foro de Almirantes Retirados. En 1972 fue galardonado por Perú con la Orden del Sol en el grado de Gran Cruz, en 1972. Al morir estaba casado con Isabel García Ibáñez, tenía dos hijos y cinco nietos.